# فردریک ام. سکت
فردریک ام. سکت (به انگلیسی: Frederic M. Sackett) سناتور سابق عضو حزب جمهوری‌خواه ایالات متحده آمریکا بود. وی در سال ۱۹۲۵ تا ۱۹۳۰ میلادی سناتور ایالت کنتاکی در سنای ایالات متحده آمریکا بود.